# Dżabr Mu’addi
Dżabr Mu’addi (hebr.: ג'בר מועדי, arab. جبر داهش معدي, ang.: Jabr Muadi, Jabr Moade, ur. 1 kwietnia 1919 w Jirce, zm. 19 maja 2009) – izraelski polityk, druz, w latach 1971–1975 wiceminister zdrowia, w latach 1975–1977 wiceminister rolnictwa, w latach 1951–1955, 1956–1959, 1961–1977 oraz w 1981 poseł do Knesetu z list różnych arabskich partii politycznych.
W wyborach parlamentarnych w 1951 po raz pierwszy dostał się do izraelskiego parlamentu z Demokratycznej Listy Izraelskich Arabów. W kolejnych wyborach nie uzyskał reelekcji, powrócił jednak do Knesetu 13 lutego 1956 po rezygnacji Sajfa ad-Dina az-Zubiego. W 1959 nie uzyskał reelekcji, był jednak wybierany w 1961 i 1965 z listy Współpraca i Braterstwo.
5 lipca 1966 arabscy posłowie partii Postęp i Rozwój: Sajf ad-Din az-Zubi i Iljas Nachla oraz Współpraca i Braterstwo: Dijab Ubajd i Dżabr Mu’addi powołali nowe ugrupowanie – Współpraca i Rozwój. Partia rozpadła się pół roku później – 1 stycznia 1967, a posłowie powrócili do swoich frakcji.
W wyborach w 1969 i 1973 uzyskiwał reelekcję z listy ugrupowania Postęp i Rozwój. Przez pewien czas należał do Koalicji Pracy. W 1977 nie uzyskał mandatu ze Zjednoczonej Listy Arabskiej powrócił jednak do Knesetu na kilka miesięcy w 1981, po śmierci Hamada Abu Rabii. Zasiadał w Knesetach II, III, V, VI, VII, VIII i IX kadencji.